# Krapyak Lor
Krapyak Lor is een bestuurslaag in het regentschap Pekalongan van de provincie Midden-Java, Indonesië. Krapyak Lor telt 11.487 inwoners (volkstelling 2010).